# Athens (Ontario)
Athens es un municipio canadiense situado en la provincia de Ontario.

## Superficie
Athens tiene una superficie de 129,54 km².

## Demografía
En 2021, tenía 3042 habitantes, una densidad poblacional de 23,5 hab./km², y 1325 viviendas.